# 耶雷米·皮諾
耶雷米·赫蘇斯·皮諾·桑托斯（西班牙語：Yeremi Jesús Pino Santos；2002年10月20日—），西班牙足球運動員，現效力西甲球會比利亞雷阿爾，西班牙國家足球隊成員。司職翼鋒。

## 俱樂部生涯
在拉斯帕尔马斯青訓學院度過一段時間後，皮諾在青少年足球比賽中表現出色，並收到了來自各個頂級西甲俱樂部的邀請。最終皮諾於2017年來到了比利亞雷阿爾。
比利亞雷亞爾青訓出身，2020/21賽季被主帥提拔到了一線隊。
皮諾在與亞特蘭大的歐冠小組賽中首發出場，18歲10個月22天的年齡使他超越（Xisco Nadal）成為球隊歐冠史上最年輕的首發球員。

## 國家隊生涯
在2021年歐洲U-21足球錦標賽預選賽中為西班牙U21奉獻了一場精彩的表演，他打進了兩個球並完成兩次助攻，幫助球隊4-1戰勝俄羅斯U21。

## 荣誉

### 球會
比利亞雷阿爾
- 欧足联欧洲联赛冠軍：2020–21賽季[2]

### 国家队
西班牙
- 歐洲足協國家聯賽 冠軍：2022–23年[3]

## 外部連結
- Soccerway資料庫：耶雷米·皮諾
- 耶雷米·皮諾在BDFutbol中的档案